# Fícia
Fícia (Ficeae) és una tribu de la família de les moràcies que agrupa un sol gènere: el de les figueres (Ficus).